# Festival Bollywood de Extremadura Beneshwar
El Festival Bollywood de Extremadura Beneshwar, también conocido simplemente como Beneshwar, es un festival artístico y cultural que se celebra anualmente, a finales de abril o principios de mayo, en la ciudad de Mérida (España) . El festival está dedicado a las artes escénicas de la India, especialmente a la danza y el cine. Incluye pasacalles, proyecciones de cine, espectáculos y talleres de danza y fiesta holi.

## Historia
La primera edición del festival se celebró en el año 2015 y el grueso de las actividades se realizaron en la Sala Trajano. Posteriormente se añadieron mayor número de actividades y el festival comenzó a extenderse a varios espacios públicos de la ciudad, con especial protagonismo del parque en el que se encuentra el Acueducto de los Milagros.

### Ediciones
| Año  | Nombre                                          | Fecha          | Lugares                                                                        |
| ---- | ----------------------------------------------- | -------------- | ------------------------------------------------------------------------------ |
| 2015 | I Festival Bollywood de Extremadura Beneshwar   | 6-8 de febrero | Sala Trajano, Acueducto de los Milagros                                        |
| 2016 | II Festival Bollywood de Extremadura Beneshwar  | 11-13 de marzo | Sala Trajano, Acueducto de los Milagros                                        |
| 2017 | III Festival Bollywood de Extremadura Beneshwar | 5-7 de mayo    | Teatro Romano, calle Santa Eulalia, plaza de España, Acueducto de los Milagros |
| 2018 | IV Festival Bollywood de Extremadura Beneshwar  | 20-22 de abril | Teatro Romano, calle Santa Eulalia, plaza de España, Acueducto de los Milagros |